# Centro Cardiotoracico di Monaco
Il Centro Cardiotoracico di Monaco o CCM di Monaco è un ospedale specializzato in malattie cardiovascolari e toraciche.

## Storia
Immaginato nel 1978, il centro cardio-toracico di Monaco aprì le sue porte nell'aprile del 1987. Con il sostegno delle autorità monegasche, il CCM fu progettato per rispondere alla mancanza di letti nei dipartimenti di cardiologia della Provenza-Alpi-Costa Azzurra, ma anche per offrire ai pazienti in tutto il Mediterraneo uno stabilimento all'avanguardia della tecnologia.  
Il Centro Cardiotoracico partecipa regolarmente a varie azioni umanitarie aprendo le sue porte e le attrezzature a squadre di volontari. Il Centro Cardiotoracico di Monaco è il primo centro di riferimento europeo Siemens in medicina cardiovascolare.